# 周鵷
周鵷（15世紀—1522年），字文儀，南直隸松江府华亭县朱涇人，明朝政治人物。

## 生平
周鵷是弘治十一年（1498年）應天鄉試 舉人，正德九年（1514年）成進士，獲授試陝西道監察御史，巡按福建時在延平得知衛甲葉元、寶進祿作亂，他就迅速捕斬二人令餘黨投降，又彈劾宦官羅籥和勸諫明武宗南巡。
寧王朱宸濠亂事平定，周鵷以協剿功擢官潮州知府，懲治當地惡霸蕭五，不久告貴，回鄉後去世。他擅長行草，而篆書、隸書也奇勁有法。

## 引用
1. ↑  光緒《金山縣志·卷三·表 選舉》：（弘治）十一年戊午科（舉人） 周鵷 華亭學，六十六名……正德九年甲戌唐皐（進士）榜 周鵷 二十二名，有傳
2. ↑  《明武宗毅皇帝實錄·卷一百十三》：（丙辰）授知縣程啟充、馬錄、張仲賢、呂秉彝，進士周文光、蕭鳴鳳、王經、周鵷、趙永亨、朱裳，行人盧楫、沈灼俱試監察御史；行人方鳳，進士虞守隨，國子監助教潘𣲲俱南京試監察御史，啟充、鳳浙江道，文光河南道，錄、楫、守隨四川道，鳴鳳、經雲南道，鵷陜西道，灼廣西道，仲賢湖廣道，秉彝山東道，永亨貴州道，裳福建道，𣲲江西道。
3. 1 2  光緒《金山縣志·卷十九·傳 仕績》：周鵷，字文儀，朱涇人，正德九年進士，選御史巡按福建，至延平，聞衛甲葉元、寶進祿抗藩司倡亂，捕斬之，餘黨帖服。劾宦官羅籥肆論戍，武宗南巡，疏諫不報，以協勦宸濠功，擢知潮州府；豪民蕭五為暴鄉里，廉得其實置諸法，未幾告歸卒，工行草，篆隸亦奇勁有法。 陳志，參《沈東老傳》